# Дурасово (Костромська область)
Дурасово (рос. Дурасово) — присілок в Красносельському районі Костромської області Російської Федерації.
Населення становить 26 осіб. Входить до складу муніципального утворення Шолоховське сільське поселення.

## Історія
У 1936-1944 року населений пункт перебував у складі Ярославської області. Від 1944 належить до Костромської області.
Від 2007 року входить до складу муніципального утворення Шолоховське сільське поселення.

## Населення
| 2008 | 2010 | 2014 |
| ---- | ---- | ---- |
| 23   | ↘20  | ↗26  |